# 小椋英之
小椋 英之（おぐら ひでゆき、1972年7月16日 - ）は、山陰放送（BSS）の社員で、同局元アナウンサー、現在営業部。
鳥取県倉吉市出身、青山学院大学卒業。1996年山陰放送に入社。血液型はO型。アナウンサーとして採用されたが、報道部記者。『テレポート山陰』ではキャスターやフィールドキャスターを務めた。

## 過去の担当番組
テレビ
- テレポート山陰

ラジオ
- 小椋英之のグラグラネットワーク(1997年4月 - 1999年3月)